# Cyrtopogon dubius
Cyrtopogon dubius là một loài ruồi trong họ Asilidae. Cyrtopogon dubius được Williston miêu tả năm 1883.